# Eublemma amabilis
Eublemma amabilis is een vlinder van de familie van de spinneruilen (Erebidae). De wetenschappelijke naam van deze soort is voor het eerst voorgesteld door Frederic Moore in een publicatie uit 1884.
De soort komt voor in Sri Lanka.